# エターナル・マリア
『エターナル・マリア』は2015年の日本映画。阪本武仁監督。
映像作家の阪本武仁がヌードイメージの仕事を通して知り合った多くのAV女優から聞いた実話を元に、脚本家の中愛太郎と共同でシナリオを執筆。7人の女優が1人の主人公を演じる実験映画である。
2016年6月8日より日本で劇場公開された。主演には紗倉まな、星美りからが出演。

## キャスト
- 葵マリア - 紗倉まな
- 葵マリア - 星美りか
- 葵マリア - 板野有紀
- 葵マリア - 丘咲エミリ
- 葵マリア - 武藤つぐみ
- 葵マリア - 長谷川しずく
- 葵マリア - 檸檬.
- 片岡竜太 - ゆかわたかし
- 岩井尚人 - 釆澤靖起
- 成島美智子 - 西村順子
- 成島健治 - 大橋一輝
- 松山美香 - キキ花香
- マネージャー - ナカムラユーキ
- 栗林里莉社長 - 栗林里莉[3]
- 加藤孝志 - 山田伊久磨
- 緒方雅俊 - 河野智典
- コンビニ店員 - 高柳結恵